# Grau de saturação
Na Mecânica dos solos o Grau de saturação (S) é expresso em porcentagem, e é definido como a "relação entre o volume de água (Va) e o volume de vazios (Vv)" (PINTO, 2000) presente em uma amostra de solo, ou seja:
O volume de vazio (Vv) é obtido pela diferença entre o volume dos sólidos (Vs), que é calculado através do ensaio de Massa Específica Real dos Grãos, e o volume total da amostra (V) que pode ser calculado, por exemplo, pelo Método da Balança Hidrostática. O volume da água (Va) é obtido na determinação da Umidade do solo.
Quando S=100% dizemos que o solo está saturado porque todos os seu poros estão preenchidos com água. Se S=0% significa que o solo está totalmente seco.

## Referência
- PINTO, Carlos de Sousa. Curso Básico de Mecânica dos Solos em 16 Aulas - São Paulo: Oficina de Textos, 2000.
- Bertachini, Kelly C. Curso e disciplina cursada na USP - São Paulo: 2002, 2008